# Canción del panda
La Canción del panda es un tema infantil interpretado por el dúo español Enrique y Ana y publicado en 1982.

## Descripción
La canción está dedicada al oso panda Chu-Lin, nacido en el zoológico de Madrid, y narra su historia desde que los entonces de España Juan Carlos I y Sofía de Grecia viajaron a la República Popular China en visita oficial en junio de 1978 y recibieron como obsequio del país anfitrión una pareja de osos pandas llamados Shao Shao y Chang Chang. Posteriormente, la hembra, Shao Shao sería inseminada artificialmente por material genético de Chia Chia, un panda del zoológico de Londres. A resultas, el 4 de septiembre de 1982 nacía Chu-Lin en el zoo de Madrid. El animal murió 14 años después, el 29 de abril de 1996.